# イェルコ・レコ
イェルコ・レコ（Jerko Leko, 1980年4月9日 - ）は、クロアチア（旧ユーゴスラビア）・ザグレブ出身の元同国代表サッカー選手、サッカー指導者。現役時代のポジションはミッドフィルダー。
中盤のすべてのポジションをこなすユーティリティ性と、ポテンシャルの高さが魅力。

## 経歴
クロアチア代表としても、EURO2004、2006 FIFAワールドカップ、EURO2008に出場している。
2015-16シーズンを以て現役を引退することを表明した。

## 代表歴

### 出場大会
- クロアチア代表
  - 2006 FIFAワールドカップ

### 試合数
- 国際Aマッチ 59試合 1得点（2002年-2009年）[2]

| クロアチア代表 | 国際Aマッチ | 国際Aマッチ |
| 年             | 出場        | 得点        |
| -------------- | ----------- | ----------- |
| 2002           | 4           | 0           |
| 2003           | 10          | 1           |
| 2004           | 9           | 0           |
| 2005           | 6           | 0           |
| 2006           | 14          | 0           |
| 2007           | 6           | 0           |
| 2008           | 8           | 0           |
| 2009           | 2           | 0           |
| 通算           | 59          | 1           |

## タイトル
ディナモ・ザグレブ
- プルヴァHNL : 2011-12, 2012-13, 2013-14
- フルヴァツキ・ノゴメトニ・クプ : 2001, 2002, 2012
- フルヴァツキ・ノゴメトニ・スーペルクプ : 2002, 2013

FCディナモ・キエフ
- ウクライナ・プレミアリーグ : 2002-03, 2003-04
- ウクライナ・カップ : 2003, 2005, 2006